# Barciak większy
Barciak większy, motylica (Galleria mellonella) – nocny owad z rzędu motyli, rodziny omacnicowatych.
Drobny, brunatnoszary. Rozpiętość skrzydeł wynosi 29–40 mm.
Gąsienice tego motyla potrafiące trawić wosk pszczeli niszczą w ulach plastry z czerwiem – znalazło to odbicie w angielskiej nazwie Wax Moth (ćma woskowa); zjadają również owoce i odpadki organiczne. W 2017 r. opisano zdolność gąsienic tego gatunku do trawienia polietylenu ze znacznie większą wydajnością, niż w przypadku stosowanych do tego celu mikroorganizmów.
Według naukowców z Uniwersytetu Strathclyde w Glasgow jest to najlepiej słyszące zwierzę świata, bowiem rejestruje dźwięki o częstotliwościach do 300 kHz.

## Galeria

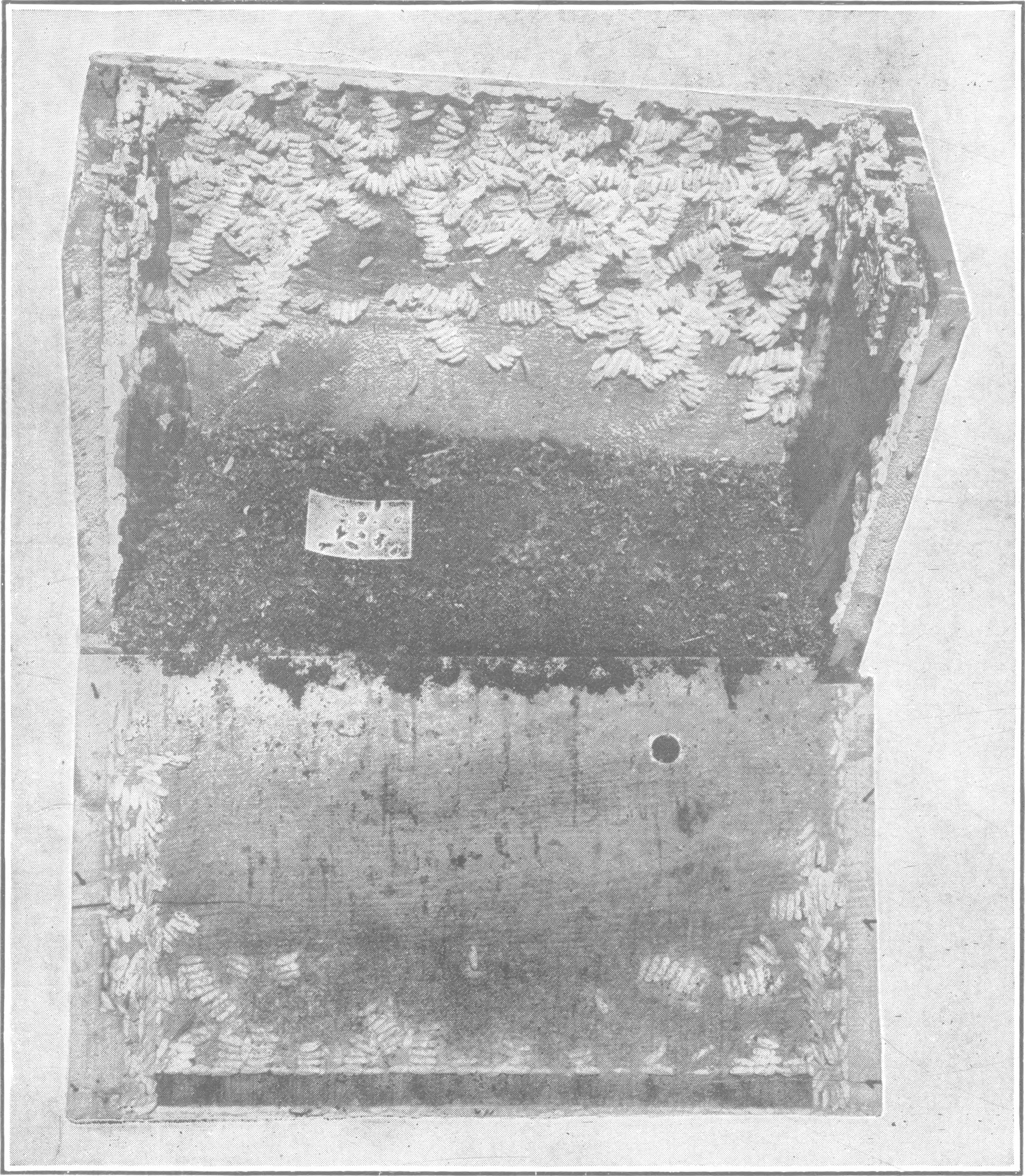
Gąsienice w ulu
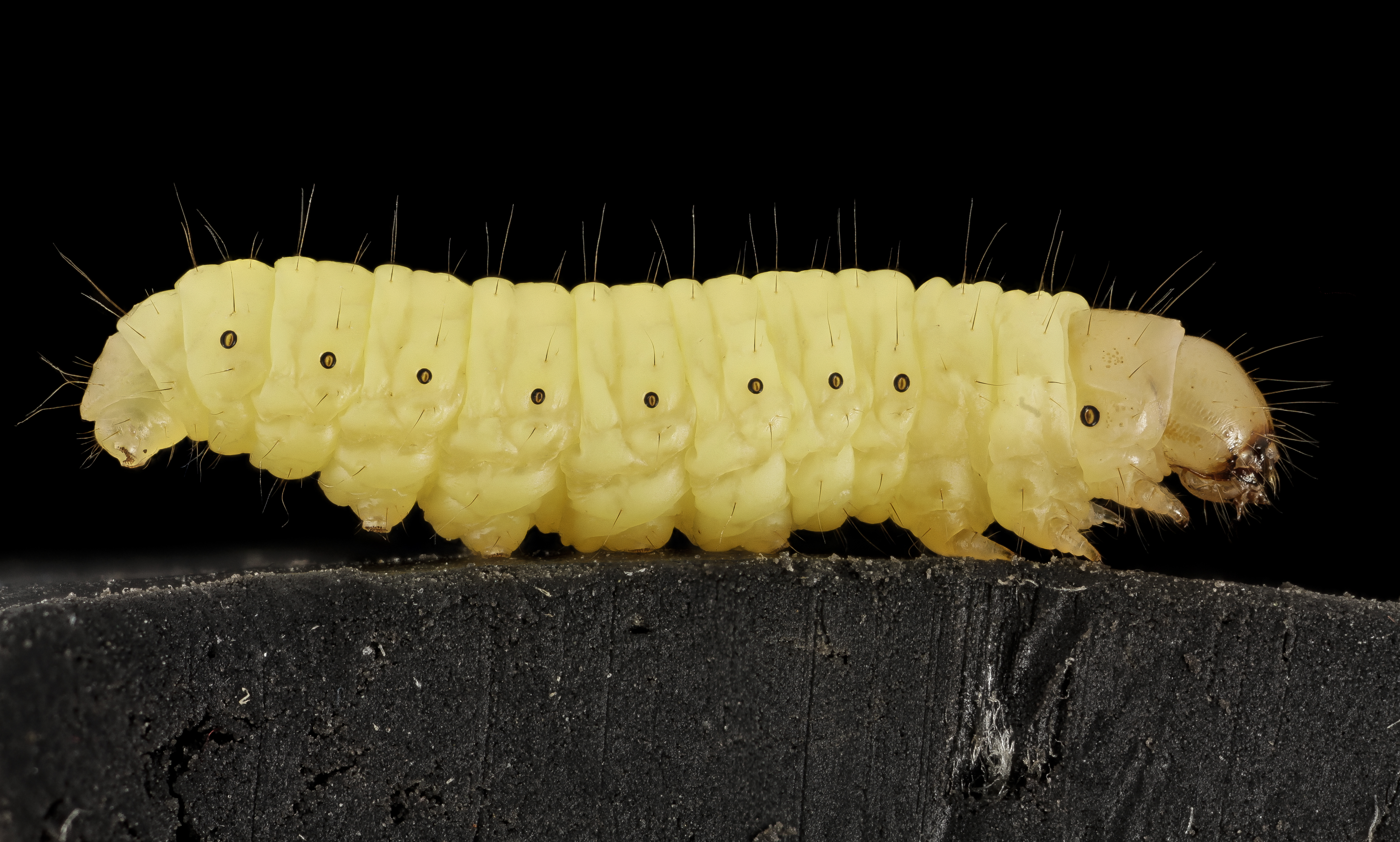
Gąsienica
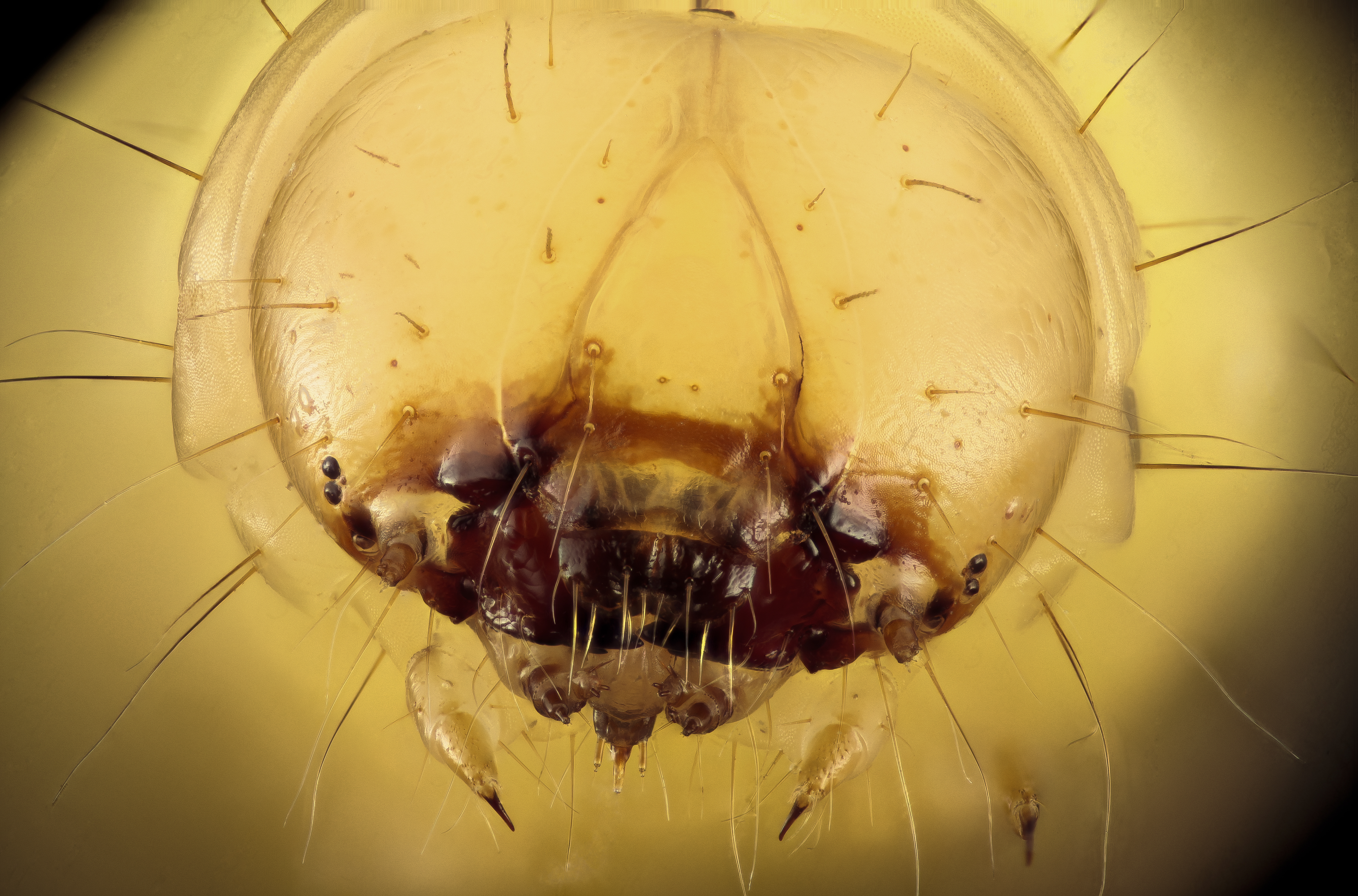
Głowa gąsienicy
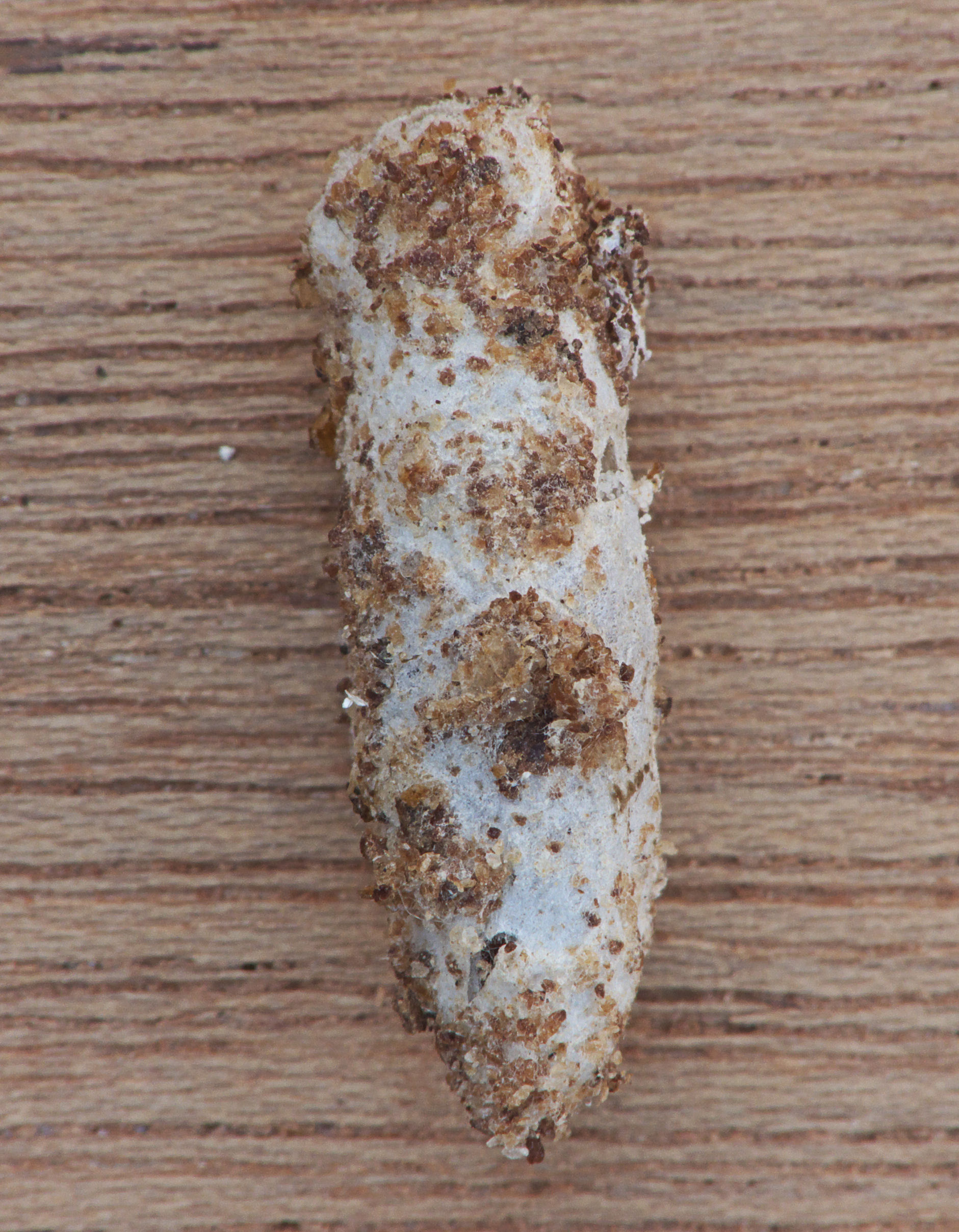
Kokon
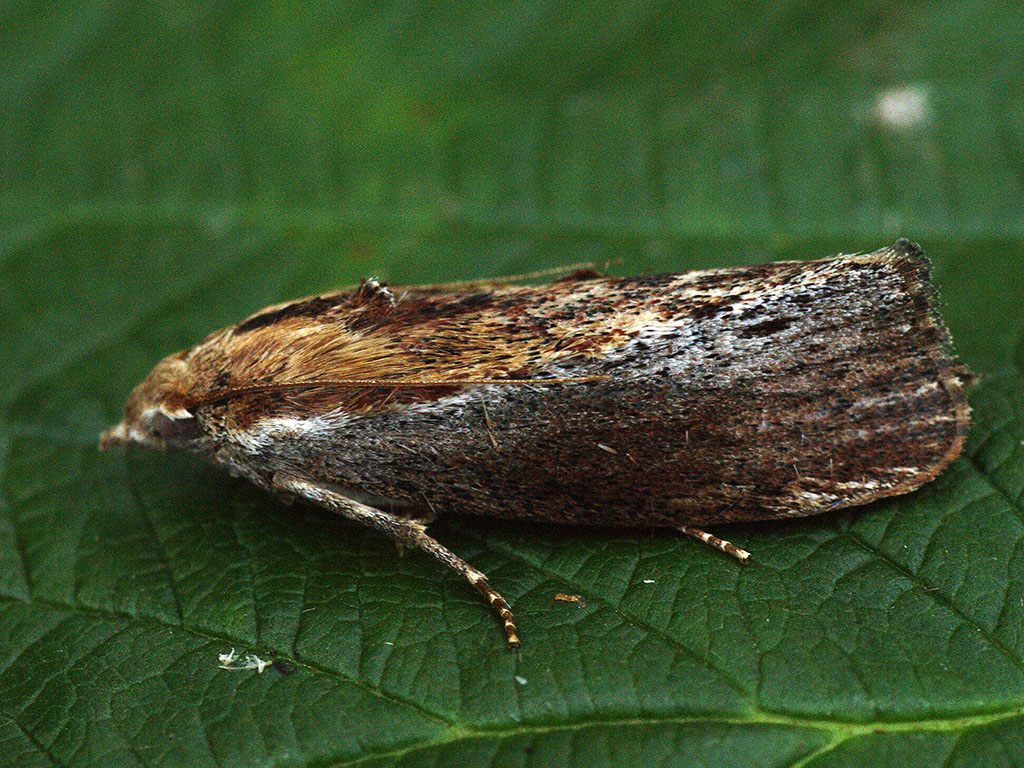
Imago